# Emanuela Salopek
Emanuela Salopek, née le 18 avril 1987 à Niš, dans la République socialiste de Serbie, est une joueuse croate de basket-ball. Elle évolue au poste d'arrière.

## Biographie
Elle est engagée fin octobre 2014 par Arras pour remplacer sa compatriote Matea Vrdoljak blessée au genou lors de la seconde rencontre LFB et indisponible pour toute la saison.